# پیش‌گرزه‌مارها
پیش‌گرزه‌ماریان (به لاتین: Azemiopinae) یک زیرخانواده تک‌نماد است که برای سردهٔ پیش‌گرزه‌مارها (نام علمی: Azemiops) ساخته شده و دارای گونه‌های افعی A. feae و A. kharini است. آنها معمولاً به عنوان افعی‌های فی (Fea) شناخته می‌شوند. در هیچ گونه زیرگونه‌ای شناسایی نمی‌شود. نخستین نمونه توسط کاشف ایتالیایی لئوناردو فی جمع‌آوری شد و بولانگر در سال ۱۸۸۸ آن را به عنوان یک سرده جدید و گونه جدید توصیف کرد در گذشته به عنوان یکی از ابتدایی‌ترین افعی‌ها در نظر گرفته می‌شد، مطالعات مولکولی نشان داده‌اند که آرایه خواهر افعی‌های رخ‌چاله، Crotalinae است. در کوه‌های جنوب شرقی آسیا، در چین، جنوب شرقی تبت و ویتنام یافت می‌شود. مانند همه افعی‌های دیگر، آنها نیز سمی هستند.
این مارها از شمال ویتنام تا جنوب چین (فوجیان، گوانگشی، جیانگشی، گوئیژو، سیچوان، یوننان، ژجیانگ)، جنوب شرقی میانمار و جنوب شرقی تبت را دربر می‌گیرد. مکان تایپ به عنوان «تپه‌های کاخین» (تپه‌های کاچین)، میانمار ذکر شده‌است. این دو گونه توسط رودخانه سرخ از هم جدا شده‌اند، A. kharini در شرق و A. feae در غرب آن پراکنش دارد.